# Álvaro de Maldonado y Maldonado
Álvaro de Maldonado y Maldonado (Ciudad Real, 16 de junio de 1849-Madrid, 13 de enero de 1917) fue un militar español.

## Biografía
Era hijo de José Joaquín de Maldonado y Rosales, I conde de Galiana, caballero del hábito de Calatrava maestrante de la Real de Caballería de Ronda, que fue comisario regio de la Mancha y Extremadura. Su madre era la prima hermana de su padre, María Magdalena Maldonado y Maldonado.
Cuando aún no había cumplido los catorce años de edad ingresó ya como Caballero Cadete en el Colegio de Caballería de Valladolid; fue promovido a alférez el día 1 de enero de 1867; fue agraciado con la cruz blanca de primera clase de la Real Orden del Mérito Militar aquel mismo año; ganó el grado de teniente batiéndose por Isabel II en la batalla de Alcolea, y al ver triunfante la Revolución de 1868 solicitó y obtuvo su licencia absoluta y emigró a Francia.
A fines de noviembre de aquel mismo año de 1868, Maldonado ofreció su espada a Don Carlos de Borbón y de Austria-Este, quien le destinó a sus inmediatas órdenes con el empleo de capitán. Prestó muchos servicios durante los años de conspiración que precedieron a la última guerra carlista, y entró en campaña por el mes de mayo de 1873 con el cargo de ayudante de campo del General Joaquín Elío, quien por aquella época mandaba en jefe a los carlistas del Norte.
Maldonado ganó la cruz roja de primera clase de la Real Orden del Mérito Militar en la victoria carlista de Udave o Lecumberri; obtuvo el empleo de comandante por la batalla de Montejurra (con cuya medalla fue agraciado); conquistó la placa roja de la Real Orden del Mérito Militar en la sangrienta acción de Velabieta; ascendió a teniente coronel en la batalla de Somorrostro, honrando su pecho con la medalla de Vizcaya; ganó la segunda placa roja de la Real Orden del Mérito Militar en la batalla de Lácar; fue agraciado con la medalla de plata de Carlos VII en 19 de febrero de 1875, y un 17 de agosto de aquel mismo año vio premiados con el empleo de coronel los distinguidos servicios prestados durante la última guerra carlista, al finalizar la cual emigró a Francia.
Regresado a España, se mantuvo leal a la causa carlista y fue candidato a diputado a Cortes en las elecciones de 1886 por Ciudad Real, pero no resultó elegido. Ese mismo año fundó en Ciudad Real el periódico tradicionalista El Manchego (1886-1897).
Habiendo visitado en Suiza a Don Carlos en el verano de 1897, el rey legitimista lo ascendió en Lucerna el día 10 de septiembre de aquel año a general de brigada, diciendo literalmente de Álvaro de Maldonado: 

Fue de los primeros oficiales del Ejército que, con noble espontaneidad, me ofrecieron su espada. Cumplió como correspondía a su nombre y a las tradiciones de su familia durante la guerra. Han pasado veintidós años desde que ganó en los campos de batalla el empleo de coronel, manteniéndose siempre digno de su historia y de la gran Causa a la que ha consagrado su vida.

Amigo de Juan Vázquez de Mella, solía participar en las tertulias que organizaba en su casa con otros carlistas como el padre Bocos, el clérigo catalán Antonio Salas o Fernando Galetti y políticos como Natalio Rivas Santiago.
En 1907 acompañó al príncipe Don Jaime en una visita de incógnito que éste realizó en España, y juntos fueron a visitar el Palacio Real de Madrid.
Fue padre del diplomático Álvaro de Maldonado y Liñán.